# Club Atlético Independiente
Pour les articles homonymes, voir Independiente.
Maillots
Actualités
Le Club Atlético Independiente est un club omnisports argentin basé à Avellaneda, dans la province de Buenos Aires. Créé le 4 août 1904 et fondé officiellement le 1er janvier 1905, le club est particulièrement connu pour les succès de son équipe de football, désignée deuxième meilleur club sud-américain du XXe siècle par l'IFFHS en 2009.
L'équipe première a évolué sans interruption en première division du championnat d'Argentine depuis l'avènement du professionnalisme en 1931 jusqu'en 2013 où le club est relégué en deuxième division avant de remonter dès l'année suivante. Vainqueur en 2002 de son quatorzième championnat professionnel, ce qui en fait le troisième club le plus titré d'Argentine après River Plate et Boca Juniors, Independiente compte également à son palmarès sept Copa Libertadores (ce qui constitue un record), deux Coupes intercontinentales (remportées en 1973 et 1984) et sept autres titres internationaux majeurs.
Les Diablos Rojos en français : « les diables rouges » ont pour grands rivaux le Racing Club, dont le stade ne se trouve qu'à quelques centaines de mètres du leur. Ce derby, qui oppose deux des « cinq grands du football argentin », est connu comme le Clásico de Avellaneda. Le stade Libertadores de América, inauguré en 1928, connaît d'importants travaux d'agrandissement à la fin des années 2000.
Plusieurs joueurs majeurs argentins ont évolué à Independiente, parmi lesquels les champions du monde Daniel Bertoni (en 1978), Jorge Burruchaga et Ricardo Bochini (en 1986). Ce dernier est particulièrement populaire auprès des supporters pour avoir réalisé toute sa carrière au club. Plus récemment le club a vu éclore Sergio Agüero, Esteban Cambiasso ou encore Gabriel Milito.

## Historique

### Premières années

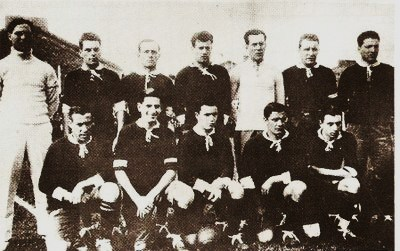
Les champions de 1926

Le Club Atlético Independiente voit le jour au début du XXe siècle à Buenos Aires, de l'envie d'un groupe de jeunes employés frustrés de ne pouvoir jouer dans le club de leur société, le Maipú Banfield. Le 4 août 1904, ils décident de prendre leur « indépendance » en créant leur propre club : el Independiente Football Club. L'acte de fondation officiel du club, constitué le 1er janvier 1905, est officiellement déposé le 25 mars,. Arístides Langone en devient le premier président.
Le club inscrit son équipe première en deuxième division du championnat d'Argentine, alors amateur. Le 9 juin 1907, il dispute (et remporte 3-2) son premier match face au Racing Club, qui deviendra son grand rival. En 1912, la fédération argentine propose au club d'intégrer la première division, qu'ils n'ont pas quittée depuis.
Au cours des années 1920, Independiente, dont les deux joueurs majeurs sont Manuel Seoane et Raimundo Orsi, remporte à deux reprises le championnat de première division, en 1922 et 1926. En 1928, Orsi part à Italie, à la Juventus, avant de remporter avec l'Italie la coupe du monde en 1934.

### L'essor du professionnalisme
En 1931 le championnat d'Argentine devient professionnel. Independiente participe à la première édition, dont il termine à la sixième place. L'année suivante il termine premier ex aequo avec Club Atlético River Plate, face auquel il dispute (et perd) le titre lors d'un match d'appui. Le club termine de nouveau à la seconde place en 1934, 1935 et 1937.

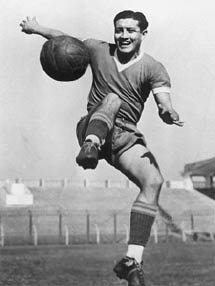
Arsenio Erico

Le club remporte son premier championnat professionnel en 1938 et conserve son titre la saison suivante. Ces titres lui permettent de disputer et remporter à deux reprises la Copa Aldao, opposant le club champion argentin au champion d'Uruguay. Le paraguayen Arsenio Erico est le joueur le plus célèbre de cette équipe : meilleur buteur du championnat en 1937, 1938 et 1939 (au cours desquels il inscrit 130 buts en 96 matchs...), il est à ce joueur le tenant du record du nombre de buts inscrits en première division argentine.
Les années 1940 sont plus difficiles, même si les diables rouges évoluent chaque année en haut de tableau. Ils doivent attendre 1948 pour remporter un nouveau titre de champion, dans une saison marquée par la participation de joueurs amateurs à la suite de problèmes extra-sportifs.
Le club ne remporte aucun trophée dans les années 1950, malgré le talent d'Ernesto Grillo, transféré au Milan AC en 1957. La saison 1954 voit le club terminer à la deuxième place derrière Boca Juniors (0-3), qu'il bat pourtant à Buenos Aires puis le 15 août 1954 au stade Libertadores de América (3-1), devant une affluence record de 62 000 spectateurs.

### Une des meilleures équipes du monde (1960-1984)

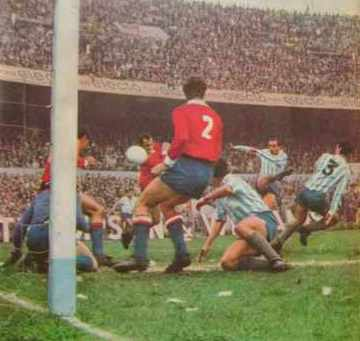
Clásico d'Avellaneda, 1964

Grâce à une nouvelle génération de joueurs, Independiente remporte un quatrième titre de champion d'Argentine en 1960, puis un cinquième en 1963. Independiente est à cette époque devenu un club solide, comptant 45 000 membres et un stade moderne.
Les Diables rouges réalisent une performance importante en remportant face aux Uruguayens de Nacional la Copa Libertadores 1964, ce qu'aucun club argentin n'avait réussi à faire, et en conservant leur titre l'année suivante face au Club Atlético Peñarol. En coupe intercontinentale, ils sont battus à deux reprises par l'Inter Milan. En 1964, les Argentins l'emportent à domicile (1-0) mais s'inclinent en Italie (2-0), puis en match d'appui, à Madrid, après prolongation (1-0). En 1965, ils ne parviennent pas à l'emporter à Avellaneda, avant de s'incliner de nouveau à Milan.
En 1967, le championnat d'Argentine est scindé en deux phases : Metropolitano puis Nacional. Lors de la première édition de la nouvelle formule, Independiente est éliminé en demi-finale du Metropolitano avant de remporter le Nacional. Le titre est officialisé au soir de la dernière journée, qui voit les Diables rouges écraser le Racing Club (4-0) lors d'un clásico mémorable. C'est alors une des dernières équipes à évoluer en 2-3-5.
En 1970, Independiente remporte le Metropolitano. Ce succès introduit une décennie qui voit Independiente, emmené par le duo Bochini-Bertoni, atteindre des sommets : c'est la « era dorada » (l'« âge d'or ») du club. Metropolitano 1971, Copa Libertadores 1972, 1973, 1974 et 1975, Coupe intercontinentale 1973, Copa Interamericana 1973, 1974 et 1975, Nacional 1977 et 1978. Parmi ces trophées l'exploit le plus important est la série de quatre victoires en Copa Libertadores, ce qu'aucune autre équipe n'a jamais réalisé.
Ces succès permettent au club de prendre le dessus sur son rival du Racing en termes de palmarès national et continental. Le 18 mars 1973, face à Gimnasia y Esgrima La Plata, le joueur Eduardo Maglioni inscrit trois buts en moins d'une minute et cinquante secondes, ce qui le fait entrer au livre Guinness des records. Cette même année, le club remporte sa première Coupe intercontinentale à sa quatrième tentative ! En 1972, les Diables rouges se sont inclinés en deux matchs face à l'Ajax Amsterdam de Johan Cruijff (1-1 / 0-3). En 1973, ils affrontent la Juventus à Rome, qu'ils battent grâce à un but de Ricardo Bochini (1-0). Les deux tentatives suivantes seront vaines : en 1974, ils sont battus par les Espagnols de l'Atlético Madrid (1-0 / 0-2) ; en 1975, Independiente et Bayern Munich ne trouvent pas de date pour organiser la finale.
Une des rencontres les plus mémorables de cette époque est la finale du tournoi Nacional en 1977, disputée le 25 janvier 1978 face à Talleres de Córdoba. Après un match nul (1-1) à Avellaneda, les Diables rouges se déplacent à Córdoba. À 15 minutes de la fin, alors que le score est de 1-1, l'arbitre valide un but controversé pour les locaux, ce qui provoque la fureur des joueurs d'Independiente, dont trois sont exclus. À huit contre onze, ces derniers parviennent à égaliser par Bochini, sur une passe décisive de Bertoni, ce qui leur offre le titre grâce à la règle des buts marqués à l'extérieur !
En 1978, le titre de champion Nacional d'Argentine est remporté lors d'une finale face à River Plate. Après un match nul et vierge au stade Monumental, les Diables rouges l'emportent à La Doble Visera grâce à deux nouveaux buts de Bochini.
En 1983, Independiente remporte un nouveau tournoi Metropolitano, et à ce titre se qualifie pour la Copa Libertadores 1984, que les Diables rouges remportent face aux Brésiliens de Grêmio, portant à sept leur record de victoires dans cette compétition. Qualifiés pour la Coupe intercontinentale, ils sont opposés aux Anglais du Liverpool FC. Il s'agit de la première confrontation footballistique opposant Britanniques et Argentins depuis la Guerre des Malouines. Le 9 décembre 1984 à Tokyo, les Diables Rouges argentins viennent à bout des Reds sur la plus petite des marges (1-0, but de Percudani à la 6e) et enlèvent ainsi le trophée pour la deuxième fois. Cette victoire va cependant signer la fin de l'âge d'or d'Independiente.
Les années suivantes sont plus difficiles et le club rentre dans le rang. Cependant, en 1989, ils remportent un douzième titre national, dans le cadre d'un système de poule unique. L'année suivante, ils sont deuxièmes derrière River Plate. En 1991, Ricardo Bochini prend sa retraite à 37 ans. En vingt saisons au club, il a remporté quatre championnats et huit titres internationaux.

### L'après Bochini (depuis 1991)
En 1994, Independiente remporte le tournoi de clôture du championnat argentin. Il remporte également la Supercopa Sudamericana en 1994 et 1995, grâce à des victoires sur Boca Juniors et Flamengo, et enfin la Recopa en 1995.
Le club rencontre par la suite des sérieuses difficultés financières. Après sept années sans titre, les diables rouges, menés par Américo Gallego, remportent l'Apertura en 2002. En février 2006, il est fait état d'un déficit d'environ 26 millions de dollars. Le club est obligé de céder sa pépite Sergio Agüero à un club européen pour rembourser ses dettes, l'Atlético de Madrid l'emporte avec un transfert de plus de 22 millions d'euros, un montant record pour l'Argentine.
Malgré le recours à des anciennes gloires (Jorge Burruchaga par exemple en 2006-2007). Les entraîneurs se succèdent sans obtenir les résultats espérés. L'équipe navigue généralement en milieu de tableau, la saison 2008-2009 étant à ce titre particulièrement décevante, le club terminant 18e au classement cumulé.

### 2010, le retour du Roi
Fin 2009 marque le retour de Américo Gallego, dernier entraîneur en date à avoir gagné un titre avec Independiente.
Les résultats sont au rendez-vous, et le club d'Avellaneda manque à deux reprises de gagner le titre national. Grâce à leurs bons parcours en championnat, les Rojos se classifient pour l'édition 2010 de la Copa Sudamericana.
Arrivé au terme de son contrat, Américo Gallego laisse sa place à Daniel Garnero, ancienne gloire du club. Cependant, le jeune entraîneur connait un départ de championnat catastrophique.
Antonio Mohamed le remplace la veille du clásico d'Avellaneda contre Racing, qu'Independiente remporte 1-0 à domicile.
Non content de cette victoire, Antonio Mohamed emmène Independiente vers des sommets internationaux que le club atteindra un soir de 8 décembre 2010 en remportant la Copa Sudamericana 2010 contre Goiás dans un stade Libertadores de América en ébullition.
Independiente avait notamment éliminé en demi-finale le tenant du titre Liga Deportiva Universitaria de Quito.
15 ans après leur dernier titre international Independiente redevient El Rey de Copas, le Roi des coupes, surnom donné au club argentin pour son impressionnant palmarès, riche en succès internationaux.

### 2017, seconde Copa Sudamericana
En décembre 2017, Independiente remporte la finale de la Copa Sudamericana 2017 face à Flamengo. À l'aller, Independiente s'impose 2 buts à 1 (buts de Gigliotti et de Meza pour les Argentins et de Réver pour les Brésiliens). Au retour, dans le mythique stade Maracanã, les deux équipes font match nul 1-1 (buts de Barco pour Independiente et de Paquetá pour Flamengo) et Independiente s'adjuge le trophée, son deuxième dans cette épreuve après celui de 2010.

## Palmarès
| National | International |
| --- | --- |
| Compétitions actuelles - Championnat d'Argentine (16) - Champion professionnel (14) : 1938, 1939, 1948, 1960, 1963, 1967 (nat.), 1970 (métro.), 1971 (métro.), 1977 (nat.), 1978 (nat.), 1983 (métro.), 1989, 1994 (Claus.), 2002 (Apert.). - Vice-champion : 1932, 1934, 1935, 1937, 1940, 1954, 1964, 1977 (métro.), 1982 (métro.), 1983 (nat.), 1990, 1993 (Claus.), 1996 (Apert.), 2000 (Claus.). - Champion amateur (2) : 1922, 1926. Compétitions anciennes - Copa Ibarguren (2) - Vainqueur : 1938, 1939 - Copa Adrián C. Escobar (1) - Vainqueur : 1939 - Copa de Competencia La Nación (1) - Vainqueur : 1914 - Copa de Competencia Jockey Club (1) - Vainqueur : 1917 - Finaliste : 1916 - Copa de Honor Municipalidad de Buenos Aires (1) - Vainqueur : 1918 - Finaliste : 1916 - Copa de Competencia (3) (record) - Vainqueur : 1924, 1925 et 1926 | Compétitions actuelles - Copa Libertadores (7) (record) - Vainqueur : 1964, 1965, 1972, 1973, 1974, 1975 et 1984. - Copa Sudamericana (2) (record) - Vainqueur : 2010, 2017 - Recopa Sudamericana (1) - Vainqueur : 1995. - Finaliste : 1996 et 2011, 2018 - Coupe Suruga Bank (1) - Vainqueur : 2018. - Finaliste : 2011. Compétitions anciennes - Coupe intercontinentale (2) - Vainqueur : 1973 et 1984. - Finaliste : 1964, 1965, 1972, 1974. - Supercopa Sudamericana (2) - Vainqueur : 1994 et 1995. - Finaliste : 1989 - Copa Interamericana (3) - Vainqueur : 1973, 1974 et 1976 |

## Identité

Croix de saint André.

Pendant les premières années, Independiente utilise un maillot à moitié blanc et bleu. Selon la légende, en 1907, le président du club Arístides Langone aurait été séduit par le football produit par l'équipe anglaise de Nottingham Forest, en tournée en Argentine, et aurait décidé de reprendre leurs couleurs. En 1908, les joueurs utilisent pour la première fois le maillot rouge et blanc contre les Uruguayens de Bristol, tandis que le maillot initial est conservé comme deuxième maillot.
Dans ces premières années, le club arbore un écusson blanc à croix de saint André bleue. À la suite du changement de couleur du maillot, de nouveaux écussons sont utilisés. En 1935, le club opte définitivement pour le logo actuel, rouge barré de blanc.

## Infrastructures

### Stades

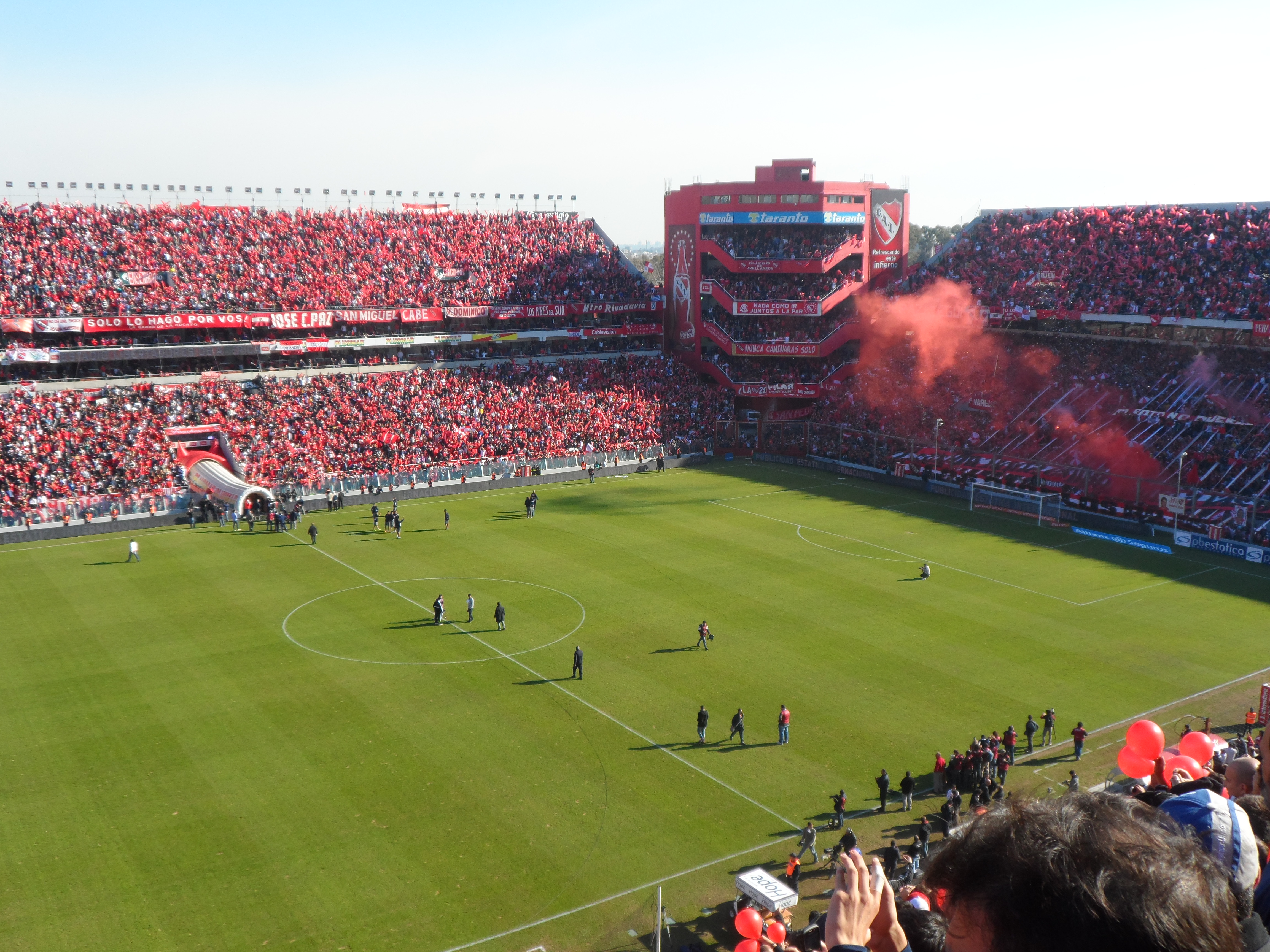

Le club est résident du stade Libertadores de América, surnommé la Doble Visera, depuis son inauguration le 4 mars 1928. Il est à cette époque le seul stade en ciment d'Amérique du Sud. Il remplace le stade précédent, situé à la Crucecita, détruit par le feu en 1923.
La Doble Visera a pu contenir 52 823 spectateurs avant que sa capacité ne soit réduite à 32 000 places.

Il ferme pour travaux et est démoli en juillet 2007, avant d'être reconstruit. Il est inauguré le 28 octobre 2009  avec une  capacité de 42 069 spectateurs. Il  atteint 52 364 spectateurs en 2016 . 

En 2021 il est renommé Stade Libertadores de América-Ricardo Enrique Bochini.

### Installations
Le CA Independiente gère, en dehors de son stade, cinq installations sportives et sociales, situé dans le district de Avellaneda et dans la ville de Buenos Aires :
- Le siège social, créé en 1936, où se trouve une salle de gymnastique, un auditorium, une piscine couverte...
- Le complexe de tennis, près du stade, où est établie une école de tennis
- Le complexe de Wilde, situé dans la ville du même nom (en) : un parc sportif de 27 hectares ouvert en 1987, comprenant notamment une grande piscine, une piste d'athlétisme et des terrains destinés à la pratique de différents sports.
- Le complexe Santo Domingo, à Villa Domínico (en), où se trouvent un pensionnat, une bibliothèque, des consultations médicales, etc.
- Le complexe éducatif (écoles primaire et secondaire), situé sur l'avenue Boyacá de la ville de Buenos Aires

## Personnages du club

### Présidents
L'historique complet des présidents du CA Independiente est le suivant :
- 1905-1909 : Arístides Langone
- 1910 : Arturo Fernández Silva
- 1910-1911 : Antonio Cafferata
- 1911-1912 : Juan R. Mignaburu
- 1913-1916 : Manuel Mesples
- 1917-1918 : Juan R. Mignaburu
- 1919 : Pedro Canaveri
- 1920-1921 : Juan R. Mignaburu
- 1922-1933 : Pedro Canaveri
- 1934 : Alfredo Roche
- 1935-1936 : Carlos S. Bottaro
- 1937 : Carlos Castagnino
- 1938-1941 : Miguel Martinicorena
- 1942-1945 : Pedro Canaveri
- 1946-1949 : Santiago García
- 1950-1951 : Angel Boggiano
- 1952-1955 : Alfredo Roche
- 1956-1957 : Héctor Sande
- 1958-1960 : Carlos Radrizzani
- 1961-1963 : Aurelio Demaría
- 1964-1966 : Herminio Sande
- 1967-1968 : Carlos Radrizzani
- 1969 : Nicolás Arias
- 1970-1972 : José Cortés
- 1973-1976 : Oscar Tomás Sobral
- 1976-1981 : Julio Grondona (président de l'AFA depuis 1979)
- 1982-1984 : Pedro Joaquín Iso
- 1985-1987 : Jorge Eduardo Bottaro
- 1988-1990 : Pedro Joaquín Iso
- 1991-1993 : Horacio Sande
- 1994-1996 : Jorge Eduardo Bottaro
- 1997-1999 : Héctor Emilio Grondona
- 2000-2001 : Pedro Joaquín Iso
- 2001-2002 : Roberto Oscar Galano
- 2003-2005 : Andrés Ducatenzeiler (es)
- 2005-2011 : Julio Comparada
- depuis 2011 : Javier Cantero

### Entraîneurs
Comme d'autres clubs argentins, Independiente fait preuve d'une grande instabilité au poste d'entraîneur depuis les années 1990. Miguel Ángel Santoro, ancien grand gardien argentin et idole du club d'Avellaneda, a par exemple occupé à six reprises le rôle d'entraîneur d'Independiente (1980, 2001, 2005, 2007, 2008, 2008-2009) lorsque le club n'allait pas bien sportivement parlant. Il est ainsi surnommé par le peuple rouge El Bombero en français : « le pompier », pour le rôle qu'il incarnait à chacune de ses apparitions.
Les entraîneurs suivants, argentins sauf indication contraire, ont eu en charge la direction des Diablos Rojos :
- Máximo Garay (es) (1936)
- Guillermo Ronzoni (1938-1939)[30]
- Fernando Bello (1948)[30]
- Roberto Sbarra (1960)[30]
- Osvaldo Brandão (1961-1963)
- Manuel Giudice (1963-1966)
- Osvaldo Brandão (1967)
- Pedro Dellacha (1970-1972)
- Vladislao Cap (1971)
- Humberto Maschio (1972-1973)
- Roberto Ferreiro (1973-1974)
- Pedro Dellacha (1975)
- José Omar Pastoriza (1976-1979)
- Miguel Ángel Santoro (1980)
- Miguel Ángel López (1981)
- Nito Veiga (es) (1982)
- José Omar Pastoriza (1983-1984 et 1985-1987)
- Jorge Solari (1987-1989)
- José Omar Pastoriza (1990-1991)
- Carlos Fren (en) et Ricardo Bochini (1991)
- Nito Veiga (es) (1992)
- Pedro Marchetta (1992-1993)
- Miguel Ángel Brindisi (1993-1995)
- Ricardo Pavoni (1995)
- Miguel Ángel López (1995-1996)
- Gregorio Pérez (1996)
- César Luis Menotti (1996-1999)
- Enzo Trossero (1999-2000)
- Osvaldo Piazza (2000-2001)
- Miguel Ángel Santoro (2001)
- Néstor Clausen (2001-2002)
- Américo Gallego (2002-2003)
- Miguel Ángel Santoro (2003)
- Oscar Ruggeri (2003)
- Osvaldo Sosa (en) (2003)
- José Omar Pastoriza (2004)
- Daniel Bertoni (2004)
- Pedro Monzón (2004)
- César Luis Menotti (2004-2005)
- Miguel Ángel Santoro (2005)
- Julio César Falcioni (2005-2006)
- Jorge Burruchaga (2006-2007)
- Miguel Ángel Santoro (2007)
- Pedro Troglio (2007-2008)
- Miguel Ángel Santoro (2008)
- Claudio Borghi (2008)
- Miguel Ángel Santoro (2008-2009)
- Américo Gallego (2009-2010)
- Daniel Garnero (2010)
- Antonio Mohamed (2010-2011)
- Cristian Diaz (2011)
- Ramón Díaz (2011-2012)
- Cristian Diaz (2012)
- Américo Gallego (2012-2013)
- Miguel Brindisi (2013)
- Omar De Felippe (2013-2014)
- Jorge Almirón (2014-2015)
- Fernando Beron (2015)
- Mauricio Pellegrino (2015-2016)
- Fernando Beron (2016)
- Gabriel Milito (2016)
- Ariel Holan (2017-2019)
- Sébastian Beccacece (2019)
- Fernando Beron (2019)
- Lucas Busineri (2020-2021)
- Fernando Beron (2021)
- Julio César Falcioni (2021)
- Eduardo Dominguez (2022)
- Claudio Graf (2022)
- Juan José Serrizuela
- Julio César Falcioni (2022)
- Leandro Stillitano (2023)
- Pedro Monzón (2023)
- Ricardo Zielinski (2023)
- Carlos Tévez (2023-2024)
- Hugo Tocalli (2024)
- Julio Vaccari (depuis 2024)

### Joueurs emblématiques

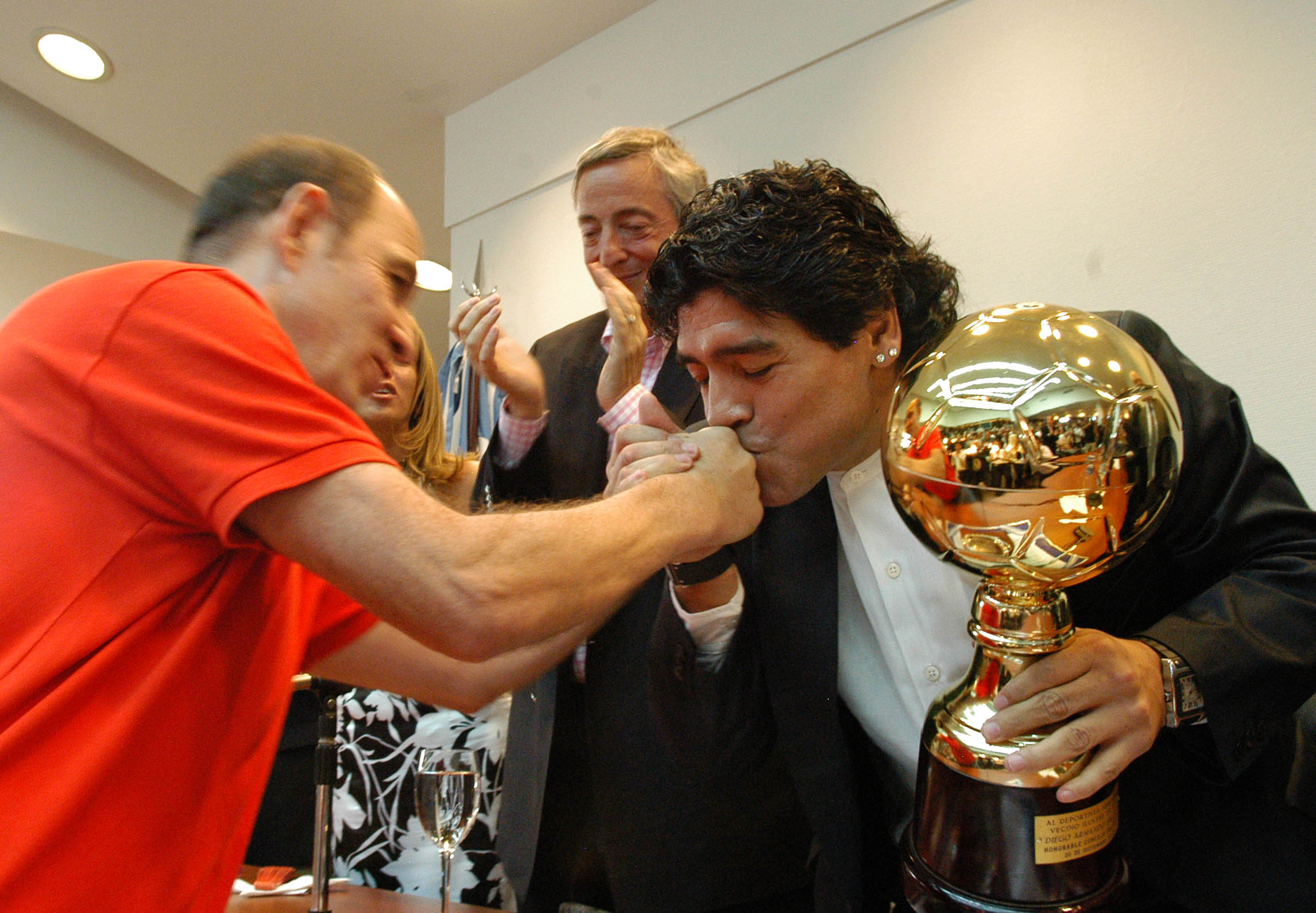
Ricardo Bochini et Maradona

Sur son site officiel, le club distingue vingt et un joueurs en tant que « légendes » de l'histoire du club. Le milieu de terrain Ricardo Bochini est probablement la première d'entre elles,, du fait de ses vingt ans de carrière à Independiente (1972-1991), de ses 740 matchs et ses 107 buts. Avec Independiente, Bochini remporte notamment quatre championnats d'Argentine, quatre Copas Libertadores et deux coupes intercontinentales (1973 et 1984). Même s'il fait partie de l'équipe d'Argentine championne du monde en 1986, il ne compte à la fin de sa carrière que onze sélections. Sa carrière internationale relativement réduite s'explique notamment par la concurrence à son poste de Jorge Burruchaga, Diego Maradona et Jorge Valdano.
Les vingt autres joueurs distingués sont Sergio Agüero, Fernando Bello, Daniel Bertoni, Jorge Burruchaga, Vicente de la Mata, Arsenio Erico, Ernesto Grillo, Luis Islas, Gustavo López, Eduardo Maglioni, Gabriel Milito, Raimundo Orsi, José Omar Pastoriza, Ricardo Pavoni, Miguel Ángel Santoro, Antonio Sastre, Enzo Trossero, Oscar Ustari, Albeiro Usuriaga, Hugo Villaverde.
Par ailleurs, les joueurs suivants ont disputé au moins cinquante matchs pour Independiente :
- Raimundo Orsi (1920-28, 1935)
- Manuel Seoane (1921-33)
- Roberto Porta (1931-33)
- Antonio Sastre (1931-42)
- Arsenio Erico (1934-46)
- Emilio Reuben (en) (1937-41)
- Vicente de la Mata (1937-50)
- Ernesto Grillo (1949-57)
- Rodolfo Micheli (1952-57)
- José Varacka (1952-60)
- Rubén Marino Navarro (1952-66)
- Roberto Ferreiro (1958-1968)
- Raúl Bernao (en) (1961-71)
- Miguel Ángel Santoro (1962-74)
- Ricardo Pavoni (1965-76)
- Idalino Monges (es) (1966-70)
- Luis Artime (1966-68)
- Aníbal Tarabini (1966-70)
- José Omar Pastoriza (1966-72)
- Héctor Yazalde (1967-71)
- Eduardo Commisso (en) (1968-1975)
- Miguel Ángel Raimondo (en) (1969-74)
- Eduardo Maglioni (1969-73)
- Luis Garisto (1971-74)
- Agustín Balbuena (1971-75)
- Francisco Sá (1971-76)
- Ricardo Bochini (1972-91)
- Daniel Bertoni (1973-78)
- Percy Rojas (1975-76)
- Enzo Trossero (1975-85)
- Hugo Villaverde (1976-91)
- Omar Larrosa (1977-80)
- Antonio Alzamendi (1978-82)
- Carlos Fren (en) (1978-82)
- Jorge Olguín (1979-83)
- Néstor Clausen (1980-88, 1995-96)
- Ricardo Giusti (1980-91)
- Gabriel Calderón (1981-83)
- Carlos Manuel Morete (en) (1982-83)
- Jorge Burruchaga (1982-85, 1995-98)
- Carlos Enrique (1982-88)
- Claudio Marangoni (en) (1982-88)
- José Alberto Percudani (1982-88)
- Gerardo Reinoso (en) (1983-87, 1992)
- Franco Navarro (1986-88)
- Luis Islas (1986-95, 2003)
- Rogelio Delgado (1987-92)
- Carlos Alfaro Moreno (1988-91, 1993-94)
- Hermes Desio (1989-94)
- Néstor Craviotto (1991-95)
- Gustavo López (1991-95)
- Sebastián Rambert (1991-95, 2000-01)
- Daniel Garnero (en) (1991-95, 1997-99, 2000-01)
- Eber Moas (1992-94)
- Pablo Rotchen (1992-99)
- Hugo Pérez (1993-95)
- José Serrizuela (1993-96)
- Albeiro Usuriaga (1994-95, 1996-98)
- Faryd Mondragón (1994-98, 1999-00)
- Roberto Acuña (1995-97)
- Christian Díaz (en) (1995-00)
- Jorge Daniel Martínez (1995-98, 2000-01, 2004-05)
- Gabriel Milito (1997-03)
- Esteban Cambiasso (1998-01)
- José Luis Calderón (1996-97, 1998-99, 2003)
- Diego Forlán (1998-02)
- Mariano Pernía (2000-02)
- Vicente Matías Vuoso (2000-02)
- Pablo Guiñazú (2001-03)
- Juan Eduardo Eluchans (2000-05, 2006-07)
- Andrés Silvera (2001-03, 2009-)
- Daniel Montenegro (1999, 2002-03, 2006-09)
- Federico Insúa (2002-03, 2004-05)
- Lucas Pusineri (en) (2002-03, 2007-10)
- Sergio Agüero (2003-06)
- Oscar Ustari (2005-07)
- Germán Denis (2006-08)
- Lucas Mareque (2007-11)
- Cristian Rodríguez (2015-16)

Voir aussi Catégorie:Joueur du Club Atlético Independiente.

## Culture populaire

### Supporters
Le barra brava d'Independiente est connu comme La Barra del Rojo.

### Rivalités
Le principal rival du club est l'autre club de la ville d'Avellaneda : le Racing Club. Le nom donné à leur rencontre est le Clásico de Avellaneda.
La première rencontre entre les deux équipes a lieu le 9 juin 1907 lors du tournoi de la troisième division de l'Association du football argentin. Independiente s'impose trois buts à deux. Ce derby ne fut pas disputé entre 1910 et 1915 car Independiente était membre de la Federación Argentina de Fútbol, une fédération dissidente de l'Association du football argentin. Entre 1931 et 2009, le derby a été disputé à 173 reprises en championnat ; Independiente en a remporté 65 contre 46 au Racing.
Ce derby s'inscrit dans les rivalités entretenues entre les « cinq grands du football argentin ».

## Dans la littérature
Le club est au centre du roman d'Eduardo Sacheri, Petits papiers au gré du vent . Il réunit quatre supporters du Rojo aux prises avec le monde du foot.